# Kuunkuiskaajat
Kuunkuiskaajat (traducible al español como: Las que susurran a la Luna) fue un dúo femenino finlandés de música folk compuesto por Susan Aho y Johanna Virtanen (exmiembros de Värttinä). Representaron a  Finlandia en Festival de la Canción de Eurovisión 2010 con la canción "Työlki ellää". 
Previamente, el dúo había ganado la final nacional finlandesa (el Euroviisut) gracias al televoto del público en la "Súper-final", al obtener un 42% del total.
En Eurovisión se clasificaron en decimoprimera posición en la primera de las dos semifinales, quedándose así a las puertas de participar en la Final. 

## Discografía
- Kuunkuiskaajat (2008)
- Representantes de Finlandia en Eurovisión 2010

## Singles
- Mailmaan Majoilla (2008)
- Kahden (2008)
- Työlki Ellä (2010)